# Stadio Plebiscito
Lo Stadio Plebiscito è un impianto sportivo italiano di Padova.
Principalmente dedito al rugby, è dal 1981 l'impianto interno della più famosa e titolata società sportiva cittadina, il Petrarca.
Al 2018 il comune di Padova, proprietario dell'impianto, dichiara una capienza omologata di 8078 spettatori.

## Storia

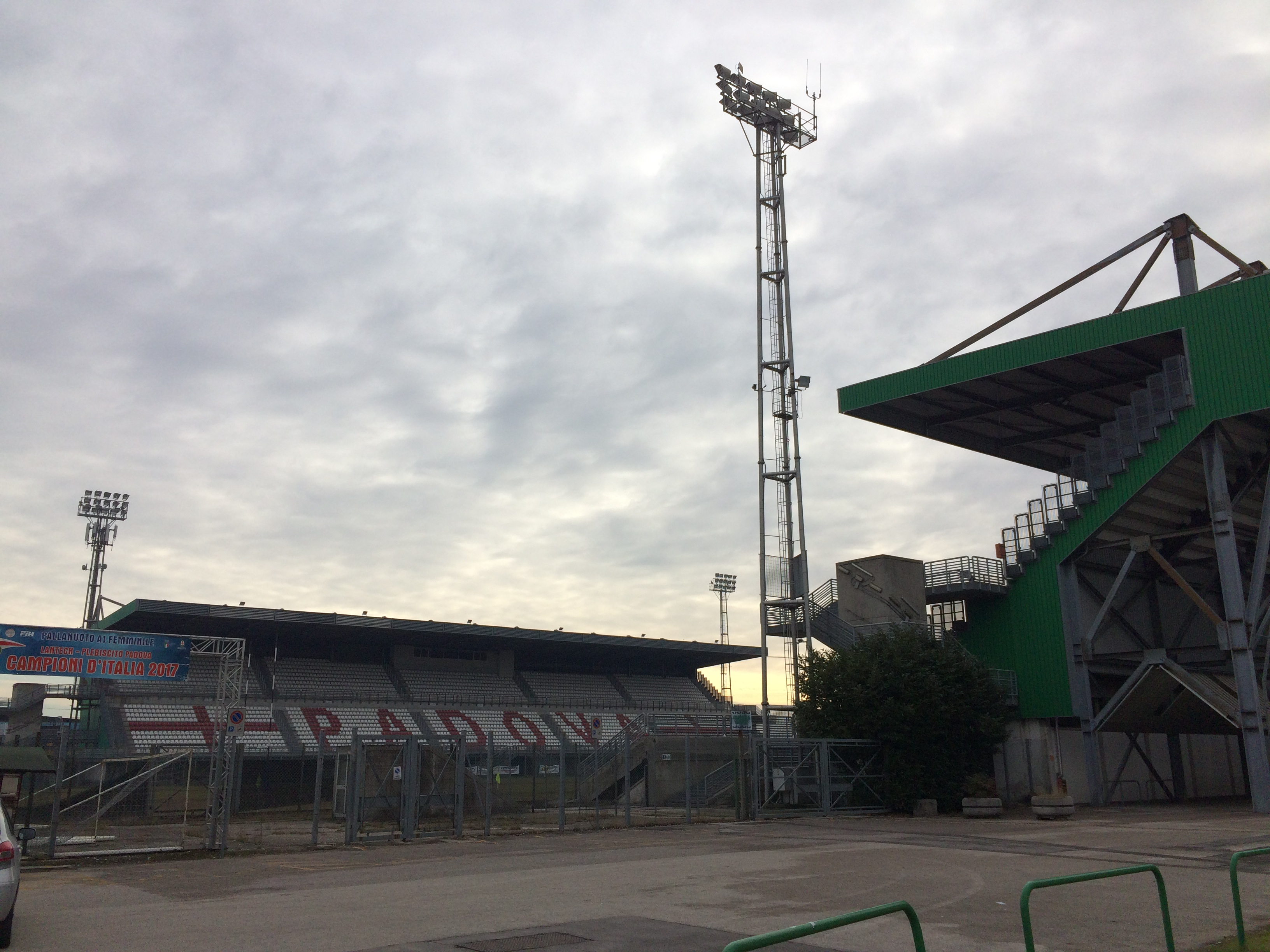
Visuale dall'esterno

Nato per il rugby, che negli anni precedenti aveva utilizzato il Campo Tre Pini, lo Stadio Appiani e lo Stadio Arcella, è il terreno di casa del Petrarca Rugby (in alternativa al Centro Sportivo 'Memo Geremia' alla Guizza), la cui prima squadra milita nel Campionato Top 10. 
Tra gli eventi che hanno visto il maggiore afflusso di spettatori c'è la sfida Italia-Australia del 23 ottobre 1996 e il match tra Italia e Nuova Zelanda nel 2002.
Nel 2011 ha ospitato il Campionato mondiale giovanile di rugby 2011. Inoltre per dieci volte dal 1991 al 2021 è stato la sede della finale del campionato italiano di rugby, l'ultima a giugno 2021.
Dalla stagione di Serie D 2010-2011 alla stagione di Serie D 2013-2014 in questo stadio ha militato anche il San Paolo Padova Calcio, compagine nata dalla fusione dell'Albignasego (Serie D) e del San Paolo (Eccellenza). Inoltre dal 2012 al 2016 ospita le partite casalinghe della squadra di football americano  dei Saints Padova.
Dopo il fallimento del San Paolo Padova avvenuto nell'estate 2014, che ne gestiva lo stadio, nel settembre dello stesso anno la gestione passa alla Squadra di Football Americano dei Saints Padova. L'accordo è cessato nel 2016 per via dei lavori di ristrutturazione dell'impianto, iniziati nello stesso anno.
Il 28 settembre 2014 ospita, a causa dei lavori di rifacimento del manto erboso dell'Euganeo, la partita valida per il campionato di Serie D tra Atletico San Paolo Padova e Romagna Centro. Il 9 novembre sempre a causa dei lavori di rifacimento del manto erboso dell'Euganeo, ospita per la seconda volta una partita dell'Atletico San Paolo Padova.
Il 26 febbraio 2016 ha ospitato la partita di rugby del Sei Nazioni Under 20 tra Italia e Scozia, terminata 14-24 per gli scozzesi.
Nella stagione 2018/2019 ha ospitato le partite casalinghe del Valsugana Rugby nell'unica stagione in cui ha militato nel Campionato Top 12.
Il 14 dicembre 2021 si è tenuta la prima partita della Nazionale Italiana 'A' di Rugby contro l'Uruguay.
Dalla stagione 2021/2022 è lo stadio principale del Petrarca Rugby per le partite di Campionato e Coppa Italia.

### Ristrutturazione
A fine 2015 l'amministrazione comunale dà il via al progetto di ristrutturazione che lo dovrebbe portare ad essere anche lo stadio del Calcio Padova con una capienza di 12.215 posti al termine della costruzione delle due curve e almeno 1.000 parcheggi in più.

#### Primo stralcio
Il primo stralcio dell'opera, prevede l'esproprio di terreni circostanti, per la creazione di nuovi parcheggi, e il rinnovamento della Tribuna Est e di quella Ovest (a fianco del Pala Ghiaccio), che insieme dovrebbero assicurare una capienza di 7.715 spettatori, e la costruzione delle due nuove Curve. La Sud, dove nel 2016 si trova un prato d'allenamento, destinata ai tifosi locali e con 3.500 posti. E la Nord, a ridosso del campo da baseball, riservata ai sostenitori ospiti e con mille poltroncine.
Gli espropri sono cominciati nel dicembre del 2015, mentre il 30 maggio 2016 è avvenuta la consegna del cantiere. Il 27 agosto successivo sono iniziati i lavori della Patavium Arena, con il primo intervento che prevede l'installazione di 7.715 nuovi seggiolini tra le tribuna est e ovest, per un costo di 234.000 euro. Al termine dei lavori, i seggiolini andranno a comporre la scritta Padova e due croci, alle due estremità degli spalti, simbolo della città e pure del club biancoscudato.

#### Secondo stralcio
Il secondo stralcio dell'opera (al 2016 non ancora finanziato), prevede la copertura dell'intero stadio tramite una struttura metallica a traliccio disposta in modo radiale all'esterno dell'impianto e rivestita da uno speciale materiale plastico (il politetrafluoroetilene) che può essere illuminato artificialmente, proiettando eventuali loghi pubblicitari. Il progetto è probabilmente tramontato definitivamente, essendo stata decisa la ristrutturazione dello Stadio Euganeo di Calcio.

## Architettura
Nella tribuna ovest si trovano due spogliatoi per i giocatori, uno spogliatoio per gli arbitri, una infermeria, una sala stampa, mentre nella tribuna est vi è un'ampia zona riservata alla stampa con 15 posti a sedere, due spogliatoi per i giocatori, uno per gli arbitri, una palestra riscaldamento.

## Dati tecnici

Una fase della gara tra e, giocata al Plebiscito, valida per la poule scudetto del campionato di Serie A 1984-1985

L'impianto dispone di un campo e di due tribune con 8.080 posti a sedere, di cui 7.715 con seggiolini (più parterre di 1.000 posti). Si trova a cinque chilometri dal centro della città.

## Finali di altri campionati
- Il 3 luglio 2010 vi si è giocato il III Italian Bowl LENAF, finale del campionato italiano di football americano di secondo livello, vinto dai Barbari Roma Nord sui Guelfi Firenze col punteggio di 14-12.

## Concerti
A partire dal concerto di Biagio Antonacci del 21 settembre 2002, l'impianto è stato usato anche per qualche concerto musicale; i primi artisti stranieri a riempire lo stadio sono stati la boy band inglese dei Blue il 18 giugno 2005.
1. Biagio Antonacci (21 settembre 2002)
2. Pooh (17 luglio 2004)
3. Blue (18 giugno 2005)
4. George Michael (17 luglio 2007)
5. Nomadi (7 giugno 2014)